# اتفاق الاتحاد الأمني
اتفاق الضمان النقابي هو اتفاق تعاقدي، عادة ما يكون جزءا من اتفاق المفاوضة الجماعية النقابية، حيث يتفق صاحب العمل ونقابة العمال أو العمال على مدى قدرة النقابة على إجبار الموظفين على الانضمام إلى النقابة، و/أو ما إذا كان صاحب العمل سيجمع المستحقات والرسوم والتقييمات نيابة عن النقابة.

## الاساس المنطقي
وكثيرا ما يشار إلى مشكلة الراكب الحر باعتبارها الأساس المنطقي لاتفاقات الضمان النقابي. يتم تقديم دراسة كلاسيكية لمشكلة الراكب المجاني في عمل مانكور أولسون عام 1965 ، منطق العمل الجماعي. في علاقات العمل، توجد مشكلة الراكب المجاني لأن تكاليف تنظيم نقابة والتفاوض على عقد مع صاحب العمل يمكن أن تكون مرتفعة للغاية، ولأن أصحاب العمل سيجدون أنه مكلف للغاية اعتماد جداول متعددة للأجور والاستحقاقات، قد يجد بعض أو جميع الأعضاء غير النقابيين أن العقد يفيدهم أيضا.وبالتالي، فإن الحافز هو أن «يركب بعض العمال الأفراد مجانا» بعدم دفع التكاليف، الأمر الذي يمكن أن يؤدي إلى انهيار النقابة وعدم التوصل إلى اتفاق تفاوض جماعي. إذا انهارت النقابة، فقد يكون كل عامل في وضع أسوأ مما لو تفاوضت النقابة على الاتفاق.
الاتفاقات الأمنية النقابية هي إحدى الطرق لضمان أن يدفع جميع العمال (أو جميعهم تقريبا) نصيبهم العادل من تكاليف المفاوضة الجماعية (على سبيل المثال، الانضمام إلى النقابة ودفع المستحقات).
ويتمثل أحد الحلول في أن توفر الدولة الحقوق (مثل الحق في إدارة صناديق الرعاية الاجتماعية أو المعاشات التقاعدية، أو المشاركة في مجلس العمل) أو الاستحقاقات (مثل التأمين ضد البطالة) للنقابات أو أعضائها فقط. وثمة حل آخر هو أن تشارك النقابات في المفاوضة الجماعية للأعضاء فقط، مما يقصر فوائد العقد على أعضاء النقابات.

## الوضع القانوني
ولا يمكن بأي حال من الأحوال تفسير اتفاقية الحق في التنظيم والمفاوضة الجماعية لمنظمة العمل الدولية على أنها تأذن بترتيبات أمنية نقابية أو تحظرها، وهذه المسائل مسائل تتعلق بالتنظيم وفقا للممارسة الوطنية".
وقد ذكرت صراحة اتفاقات الأمن النقابي في قوانين العمل في العديد من البلدان. وهي تخضع إلى حد كبير للقانون والأحكام القضائية في الولايات المتحدة وبدرجة أقل في المملكة المتحدة. في كندا، يختلف الوضع القانوني لاتفاق الاتحاد الأمني من مقاطعة إلى أخرى وعلى المستوى الاتحادي، مع السماح ببعض المقاطعات ولكن لا تتطلب ذلك ولكن غالبية المقاطعات (والحكومة الاتحادية) تتطلب ذلك إذا طلبت الاتحاد ذلك.
في معظم دول أوروبا الغربية، يحظر عادة المتجر المغلق (أحد أشكال اتفاقية الأمن النقابي)، في حين أن أشكالا أخرى عادة ما تكون غير منظمة في قانون العمل. هذا ليس عالميا؛ ففي ألمانيا مثلا، يتمتع كل من الحق في الانضمام إلى نقابة والحق في عدم الانضمام إلى اتحاد بحماية متساوية بموجب القانون والمحاكم، كما أن جميع أشكال اتفاقات الضمان النقابي محظورة. القانون في بلجيكا له أحكام مماثلة. ومع ذلك، وبما أن المشاركة في نظام التأمين ضد البطالة إلزامية، ولا يحق إلا للنقابات إدارة هذا النظام، فإن عضوية النقابات في بلجيكا لا تزال مرتفعة.
وخارج أمريكا الشمالية وأوروبا الغربية، يختلف الوضع القانوني لاتفاقات الضمان النقابي على نطاق أوسع. وفي نيوزيلندا، اعتبارا من عام 1988، كان المحل المغلق إلزاميا حيث تنظم نقابة مكان العمل. في الفلبين، يسمح بأنواع مختلفة من اتفاقيات الأمن النقابي بموجب قانون العمل. في المكسيك، كان المحل المغلق إلزاميا حتى أوائل التسعينيات، عندما سمح تغيير في القانون الاتحادي للمتجر النقابي أو متجر الوكالة أو أي اتفاق على الإطلاق. ولكن بسبب العلاقات السياسية بين النقابات والحزب الحاكم في المكسيك وغيرها من الطرق التي تفضل القانون المكسيكي النقابات القائمة، المحل المغلق هو أساسا لا يزال هو القاعدة.
بيد أن بلدانا كثيرة لم تعالج مسألة الاتفاقات الأمنية النقابية. ولا يعالج قانون العمل الإندونيسي أو التايلاندي هذه القضية، وفي كلا البلدين فإن المفاوضة الجماعية، والإجراءات الإدارية النقابية، وجمع المستحقات ضعيفة للغاية إلى الحد الذي نادرا ما تنشأ فيه قضايا الأمن النقابي. في أستراليا، اختلف الوضع القانوني لاتفاقات الضمان النقابي بشكل كبير عبر كل ولاية والحكومة الوطنية ومع مرور الوقت. لا ينظم قانون العمل الأسترالي صراحة اتفاقيات الأمن النقابي. ومع ذلك، تم تفضيل أشكال مختلفة من اتفاقية الأمن النقابي في وقت أو آخر من قبل كل ولاية أو إقليم أو حكومة وطنية، مما ينظم بشكل فعال النوع المفضل من اتفاقية الأمن النقابي بأشكاله الأخرى.